# Giuseppe Tarozzi (filosofo)
Giuseppe Taròzzi (Torino, 1866 – Padova, 1958) è stato un filosofo italiano.

## Biografia
Dopo la laurea in Lettere all'Università di Torino nel 1888, insegnò per alcuni anni nelle scuole superiori di varie città italiane e studiò contemporaneamente filosofia a Padova dove frequentò, nell'anno accademico 1889-90, il corso di Roberto Ardigò che ne orientò inizialmente il pensiero verso il positivismo, e quindi a Genova dove si laureò in Filosofia nel 1891. Dal periodo degli studi universitari diresse il giornale La letteratura, fino al 1901.
Nel 1896 passò alla carriera accademica con il conseguimento della libera docenza e insegnò come docente di filosofia all'Università di Roma e di Firenze. Fu nominato professore di filosofia morale a Pavia (1902), Palermo (1903) e Bologna, sua sede definitiva dove insegnò per trent'anni (1906-36), tenendo le cattedre di filosofia morale e poi di filosofia o filosofia teoretica. 
Fu tra i fondatori e diresse la rivista La gioventù italiana dal 1909 al 1910; fu direttore anche della Rivista di filosofia dal 1923 al 1928. Fra gli incarichi extra-accademici di maggior rilievo rivestiti da Tarozzi spiccano in particolare la collaborazione come membro del Consiglio superiore della pubblica istruzione, e l'affiliazione come socio dell'Accademia delle scienze dell'Istituto di Bologna, di quella di Torino e dell'Accademia dei Lincei, quale socio nazionale dal 1947.

## Il pensiero
Tarozzi seguì inizialmente Roberto Ardigò su posizioni vicine al positivismo, mentre prese le distanze sia dal rigoroso determinismo naturalistico sia da Henri Bergson ed Émile Boutroux: cercò, cioè, di difendere, similmente come aveva fatto Ardigò nella Morale dei positivisti, il libero arbitrio e la responsabilità del singolo, vedendo la ragione della libertà morale nella varietà infinita dei fatti, mai conoscibili completamente. Influenzato probabilmente anche dallo spiritualismo del filosofo Francesco Bonatelli, da lui conosciuto nel periodo padovano, Tarozzi cercò in età matura un accesso ai concetti dell'anima e del divino.

## Opere principali
- La varietà infinita dei fatti e la libertà morale, Palermo, Sandron, 1905.
- Apologia del positivismo, Roma, Formiggini, 1927.
- L'esistenza e l'anima, Bari, Laterza, 1930.
- La ricerca filosofica e la religione, 1935.
- La libertà umana e la critica del determinismo, Bologna, Zanichelli, 1936.
- L'infinito e il divino, Bologna, Cappelli, 1951.

Fu anche autore in ambito pedagogico di monografie dedicate a questioni sia storiche sia teoriche, oltre che di numerosi testi scolastici di filosofia, pedagogia e psicologia per i licei.

## Archivio e biblioteca personali
La Biblioteca Umanistica dell'Università degli studi di Firenze conserva un Fondo archivistico intitolato a Giuseppe Tarozzi, che comprende, all'interno di 6 scatole numerate, vari manoscritti delle sue opere pubblicate, oltre ad appunti di studio e di lavoro e un piccolo nucleo della corrispondenza . La stessa Biblioteca conserva anche la biblioteca professionale di Tarozzi, donata dalla figlia Angela Romagnoli Tarozzi, suddivisa in due nuclei librari: uno più piccolo presso la sede di Lettere e filosofia di 311 volumi e 607 opuscoli di argomento filosofico, ed uno più consistente presso la sede di Scienze della Formazione di quasi 2000 volumi a stampa prevalentemente dell'800 e della prima metà del '900 che trattano di educazione morale, economia politica, filosofia, psicologia, linguistica, poesia.